# شکمچه

در مورچه کارگر، پس‌تنه به دو بخش باریک‌تنه (petiole) و شکمچه (gaster) تقسیم شده است.

شِکَمچه (gaster) بخش خلفی (عقبی) گرد و درشت پس‌تنه metasoma است که در بدن پرده‌بالان Hymenoptera جداگزیده Apocrita مثل زنبور، زنبور بی‌عسل و مورچه دیده می‌شود. شکمچه در بیشتر مورچه‌ها با قطعه شکمی سوم شروع می‌شود اما در برخی موارد نیز قطعه سومی را تبدیل به یک پس‌باریک‌تنه postpetiole می‌کنند که در آن‌صورت شکمچه با قطعه شکمی چهارم شروع می‌شود.